# بوهم (نیدرزاکسن)
بوهم (به آلمانی: Böhme) یک شهر در آلمان است که در Rethem/Aller واقع شده‌است.